# René Girard
Pour les articles homonymes, voir Girard et René Girard (homonymie).
René Girard, né le 25 décembre 1923 à Avignon et mort le 4 novembre 2015 à Stanford en Californie, est un anthropologue, historien, théologien et philosophe français.
Ancien élève de l'École des chartes, il part faire son doctorat aux États-Unis où il passera toute sa carrière. Il y enseigne d'abord la littérature. Il est professeur à l'université Johns-Hopkins de 1957 à 1980, puis à l'université Stanford de 1980 à 1995.
Il est le père de la « théorie mimétique » qui, à partir de la découverte du caractère mimétique du désir (autour du concept de désir mimétique), cherche à fonder une nouvelle anthropologie de la violence et du religieux. Partie de la littérature, dans Mensonge romantique et Vérité romanesque (1961), son analyse s'étend ensuite aux mythes fondateurs, aux rites sacrificiels et aux phénomènes de violence collective et de persécution (autour du concept de bouc émissaire), dans La Violence et le Sacré (1972).
Il est élu à l'Académie française en 2005.

## Biographie
Il est né à Avignon le jour de Noël 1923. Le père de René Girard, Joseph Girard, avait une formation d'archiviste paléographe et a été conservateur du Palais des Papes ainsi que de la bibliothèque et du musée Calvet à Avignon de 1906 à 1949 ; il était de tendance anticléricale et républicaine. Sa mère, qui fut la première bachelière du département de la Drôme, était catholique. Il a comme deuxième et troisième prénoms Noël et Théophile, et est le deuxième garçon d'une famille de cinq enfants. Il apprend à lire seul à l'âge de six ans. De 1943 à 1947, René étudie à l'École nationale des chartes à Paris, dans la même promotion que Henri-Jean Martin. Il soutient sa thèse d'archiviste paléographe sur La Vie privée à Avignon dans la seconde moitié du XVe siècle, sous la direction de Marcel Aubert et André Masson.
En 1947, en dépit des conseils de son ami René Char, il part comme enseignant de français avec une bourse du gouvernement pour les États-Unis, où il fera toute sa carrière. Il s'y marie le 18 juin 1952, selon le rite méthodiste, avec une Américaine, Martha McCullough, qui est bibliothécaire et avec laquelle il a trois enfants : Martin, Daniel et Marie. Il obtient un doctorat d'histoire en 1950 à l'université de l'Indiana à Bloomington avec une thèse intitulée American Opinion of France : 1940-1943. À l'université de l'Indiana à Bloomington, il commence à enseigner la littérature, domaine qui assure sa réputation. Il devient professeur à l'université Duke (1952-1953), puis professeur assistant à Bryn Mawr College (1953-1957).
De 1957 à 1968, il enseigne à l'université Johns Hopkins de Baltimore, où il côtoie Leo Spitzer, Georges Poulet et Jean Starobinski. En octobre 1966, il y organise un colloque international intitulé Les Langages de la critique et les sciences de l'homme, qui réunit les plus grands noms de la critique française : Roland Barthes, Jacques Lacan, Lucien Goldmann, Jean Hyppolite, Paul de Man, Edward Said, Guy Rosolato, Nicolas Ruwet, Tzvetan Todorov et Jean-Pierre Vernant. Alors que l'objectif de cette French Invasion était de faire découvrir le structuralisme aux universitaires américains, un philosophe jusqu'alors inconnu, Jacques Derrida, accapara l'attention avec une communication qui eut pour effet de dynamiter le structuralisme et d'établir la déconstruction comme la nouvelle théorie dominante, au grand déplaisir de Girard qui la qualifiera de « peste » pour les universités américaines.
En 1968, Girard rejoint l'université d'État de New York à Buffalo, où il enseigne jusqu'en 1975, après quoi il retourne pour quatre ans à Johns Hopkins (1976-1980), où il se lie et collabore avec Michel Serres. René Girard l'invite fréquemment dans cette université, et lorsqu'il va sur la côte ouest Michel Serres le suit.
Son premier livre est publié en 1961 : il s'agit de Mensonge romantique et Vérité romanesque, où il expose sa découverte du désir mimétique. Puis il commence à réfléchir aux aspects anthropologiques du mimétisme comportemental : la question du sacrifice. Ce sera l'objet de son livre le plus connu, La Violence et le Sacré, paru en 1972. Sa thèse est assez mal reçue par la critique parce qu'elle remet en cause certains concepts fondamentaux de Freud et de Lévi-Strauss. Il prépare la troisième étape de son travail théorique dès 1971. La relative incompréhension qu'a rencontrée La Violence et le sacré lui fait éprouver la difficulté de rendre ses idées accessibles. Avec l'aide de Jean-Michel Oughourlian et de Guy Lefort, deux psychiatres français, il met au point l'ouvrage qui expose l'ensemble de sa pensée, y compris, pour la première fois, le rôle central qu'ont pour lui les textes bibliques. Ce livre, Des choses cachées depuis la fondation du monde, paru en 1978, est bien accueilli par le grand public français mais « reçu par un silence à peu près total » dans les milieux universitaires. Malgré cela, il poursuit sa recherche et précise sa pensée dans de nombreux ouvrages.
Il poursuit sa carrière universitaire à Stanford, de 1980 jusqu'à sa retraite en 1995. Il y dirige, avec Jean-Pierre Dupuy, le Program for interdisciplinary research, qui organise plusieurs colloques importants.
Le 17 mars 2005, René Girard est élu à l'Académie française au fauteuil 37, succédant au révérend père Ambroise-Marie Carré, mort en janvier 2004. Il est reçu sous la Coupole le 15 décembre 2005, Michel Serres, son ami de longue date, le qualifiant de « nouveau Darwin des sciences humaines » et Pierre Chaunu d'« Albert Einstein des sciences de l’homme ».
René Girard meurt le 4 novembre 2015 à Stanford, en Californie, à l'âge de 91 ans.
Le 15 février 2016 à l'Abbaye de Saint-Germain-des-Prés, dans le VIe arrondissement, à Paris, en présence de Michel Serres, un  hommage lui est rendu.
Le 16 décembre 2023, les cendres de René Girard sont rapatriées dans le caveau familial d’Avignon. René Girard aurait eu 100 ans.

## Pensée

### Désir mimétique

#### Caractère mimétique du désir
René Girard est professeur de littérature française aux États-Unis à la fin des années 1950 et cherche une nouvelle façon de parler de littérature. Au-delà de la « singularité » des œuvres, il cherche ce qu’elles ont de commun et s’aperçoit que les personnages créés par les grands écrivains évoluent dans une mécanique de rapports présente d'un auteur à l'autre : « Seuls les grands écrivains réussissent la peinture de ces mécanismes sans la fausser au bénéfice de leur Moi : on tient là un système de rapports qui, paradoxalement ou plutôt pas paradoxalement du tout, varie d'autant moins que les écrivains sont plus grands. » Il existerait donc bien des « lois psychologiques », comme le dit Marcel Proust. Ces lois, ou cette mécanique, si bien décrites par les romanciers, René Girard en dégage et formule clairement le fondement : le caractère mimétique du désir. Tel est le contenu de son premier livre : Mensonge romantique et Vérité romanesque (1961). Selon Girard, tout désir est l'imitation du désir d'un autre. Loin d’être autonome (c'est l'illusion romantique), notre désir est toujours suscité par le désir qu'un autre — le modèle — a d'un objet quelconque. Le sujet désirant attribue un prestige particulier au modèle : l'autonomie métaphysique ; il croit que le modèle désire par lui-même. Le rapport n’est pas direct entre le sujet et l’objet : il y a toujours un triangle. À travers l’objet, c’est le modèle, que Girard appelle médiateur, qui attire ; c'est l'être du modèle qui est recherché. René Girard qualifie le désir de métaphysique dans la mesure où, dès lors qu'il est autre chose qu'un simple besoin ou appétit, « tout désir est désir d’être », aspiration à la plénitude ontologique attribuée au médiateur. En cela, contrairement au besoin, le désir humain recèle un caractère infini, au sens où il ne peut jamais être véritablement satisfait.
Des chefs d'entreprise de la Silicon Valley, notamment Peter Thiel, ont été influencés par la pensée de René Girard et sa théorie du désir mimétique.

#### Médiation externe, médiation interne
La médiation est externe lorsque le médiateur du désir est socialement hors d’atteinte du sujet, voire hors du monde réel comme l'est Amadis de Gaule pour Don Quichotte. Le héros vit une sorte de folie qui reste cependant optimiste. La médiation est interne lorsque le médiateur est réel et au même niveau que le sujet. Il se transforme alors en rival et en obstacle pour l’appropriation de l'objet, dont la valeur augmente à mesure que la rivalité croît. C’est l'univers des romans de Stendhal, Proust ou Dostoïevski, œuvres particulièrement étudiées dans Mensonge romantique et Vérité romanesque.

#### Littérature
Croire à l’autonomie de notre désir c’est l’illusion romantique qui est à la base de la plus large littérature. Découvrir la réalité du désir, dévoiler le médiateur, c’est ce que réalisent les grands romanciers comme ceux qui sont étudiés dans ce livre, c’est accéder à la vérité romanesque. C'est notamment à travers l'exemple de l'évolution de Proust que René Girard décrit cette conversion romanesque nécessaire à la véritable grandeur littéraire. Dans Jean Santeuil, premier roman (inachevé) de Proust, l'écrivain place son héros dans la loge de Mme de Guermantes, arrivé, heureux et triomphant. Dans À la recherche du temps perdu, Proust inverse son point de vue et place le narrateur dans le parterre obscur, contemplant avec avidité l'objet inaccessible de son désir, la loge de Mme de Guermantes. Cette inversion, révélatrice de la véritable nature du désir, donne à la scène la profondeur et la grandeur littéraire qui faisaient défaut à la scène correspondante de Jean Santeuil. En effet, l'expérience véritable du désir est celle du manque, de l'humiliation et de la diminution d'être, face à un médiateur qui semble tout-puissant, quelle que soit la position objective occupée par le sujet. C'est en renonçant aux rêves romantiques du triomphe et de la plénitude individuelle, tels qu'ils sont fantasmés dans la représentation que le sujet désirant se fait de son médiateur, que Proust trouve l'inspiration qui lui permettra d'achever l'immense somme romanesque que constitue la Recherche. Déjà esquissée dans Mensonge romantique et Vérité romanesque, l'analyse mimétique de l’œuvre de Shakespeare est approfondie dans Les Feux de l'envie.

#### Métamorphoses du désir
À travers leurs personnages, ce sont nos comportements qui sont mis en scène. Chacun tient absolument à l’illusion de l’authenticité de ses désirs ; les romanciers exposent implacablement toute la diversité des mensonges, dissimulations, manœuvres – comme le « snobisme » des héros proustiens – qui ne sont que les « ruses du désir » pour éviter de voir en face sa vérité : l’envie et la jalousie.
Tels personnages, fascinés par le médiateur, parant ce dernier de vertus surhumaines en même temps qu’eux-mêmes se déprécient, en font un dieu en faisant d’eux-mêmes des esclaves, ceci dans une mesure d’autant plus grande que le médiateur leur fait obstacle. Certains, poussant cette logique, en viennent à poursuivre les échecs qui sont les signes les plus sûrs de la proximité de l’idéal auquel ils aspirent. C’est le masochisme qui peut se renverser en sadisme.

#### Critique de la psychanalyse
(mars 2013).
Dans La Violence et le Sacré, René Girard consacre un chapitre entier à l'analyse critique des œuvres de Freud. En analysant les versions successives de la théorie freudienne en cours d'élaboration, René Girard estime que Freud dans ses premiers ouvrages et aussi dans Totem et Tabou frôle le concept de désir mimétique, mais sans jamais le formaliser, et ceci au profit des concepts freudiens actuels.
Parce qu’il n’a pas perçu le caractère mimétique du désir et la dynamique de la rivalité mimétique qui en découle, et pour donner une théorie du triangle conflictuel qu’il rencontre partout chez ses patients, Freud a postulé le complexe d'Œdipe. Là où la conception mimétique détache le désir de tout objet, Freud tient au désir fondé sur l’objet (la mère). Là où elle fait de la violence une conséquence de la rivalité, Freud doit supposer une conscience de la rivalité paternelle et de ses conséquences meurtrières. Cette invraisemblable conscience, chez un enfant, de vouloir posséder sa mère et tuer son père, oblige Freud à introduire l’inconscient et le refoulement, et de proche en proche toutes ces « instances » et « instincts », comme autant d’hypothèses superflues. Là où, on l’a vu, la logique du désir mimétique peut produire des conduites apparaissant comme recherches volontaires de l’échec, Freud doit par exemple postuler un « instinct de mort », alors que Girard estime que son concept de désir mimétique permet de mieux expliquer et de rendre plus cohérentes les observations de la psychanalyse.

#### «Conversion»
Dans plusieurs de ses ouvrages (Quand ces choses commenceront, Anorexie et désir mimétique, etc.), René Girard a confessé que concevoir la théorie mimétique avait nécessité une « conversion ». Il n'évoque pas ici une conversion d'ordre religieux, mais une conversion du désir, qui doit comprendre son propre mimétisme et le mythe que constitue son « moi » autonome et romantique.
Cette « conversion » est également requise de la part du lecteur, bien qu'elle ne puisse jamais être totale. Cet aspect « existentiel » de la réception de l'œuvre de Girard est souvent mis en valeur par ses lecteurs.

### La Violence et le Sacré
Sa « découverte » du désir mimétique amène René Girard à s’interroger sur la violence, orientant ainsi son intérêt dans le champ de l'anthropologie. Aristote avait remarqué que l'homme était l'espèce la plus apte à l'imitation. C'est ce qui explique les extraordinaires facultés d'apprentissage des humains, mais aussi la facilité avec laquelle la rivalité mimétique se développe à partir des conflits pour l'appropriation des objets. Cette rivalité étant contagieuse, la violence menace à tout instant. Ceci doit avoir une incidence sur l’organisation des groupes humains. Pour Girard, « s’il y a un ordre normal dans les sociétés, il doit être le fruit d’une crise antérieure, il doit être la résolution de cette crise. » Il entreprend de lire toute la littérature ethnologique et débouche sur sa deuxième grande hypothèse : le mécanisme victimaire ou mécanisme de la victime émissaire, à l’origine du religieux archaïque, qu’il expose dans son deuxième livre, La Violence et le sacré (1972).

#### Processus d’hominisation
La prévention du retour de cette crise terrifiante est une nécessité existentielle pour le groupe et on peut imaginer l’intense concentration qui se fait sur la victime qui l'a sauvé : la première attention non instinctuelle. Parce qu'ils veulent rester réconciliés, nos ancêtres proto-humains s’attachent au maintien de cette paix miraculeuse en substituant à la victime originaire, dans les rites, des victimes nouvelles. Les conditions sont remplies pour l'apparition du premier signifiant, le plus simple – une unité se détachant sur une masse indifférenciée – à travers la nécessité du choix d'une victime. Ce premier symbole, la victime, signifie tout d’abord tout ce qui est en rapport avec le mécanisme réconciliateur : le sacré, qui a le caractère d'une transcendance terrifiante à la fois bénéfique et maléfique. On peut penser de même que le premier monument fut une tombe : celle de la victime. Ce premier signifiant simple se différencie ensuite : « L’impératif rituel ne fait qu’un avec la manipulation des signes, avec leur multiplication et, constamment, s’offrent alors de nouvelles possibilités de différenciation et d’enrichissement culturel. » Ce qui émerge et se développe progressivement sur une période de centaines de milliers d’années, c’est un nouveau mode de gestion de la violence, qui consiste à la différer, c’est la substitution aux protections instinctuelles, de protections — interdits et rites — qu’on peut qualifier de culturelles, et l’élaboration parallèle de la pensée symbolique.
Le religieux archaïque apparaît comme la forme originelle de la culture, ce qu'avait pressenti Durkheim. Il permet de comprendre le besoin de victimes sacrificielles : « Les sacrifices sanglants sont des efforts pour refouler et modérer les conflits internes des communautés archaïques en reproduisant aussi exactement que possible, aux dépens des victimes substituées à la victime originelle, des violences réelles qui, dans un passé non déterminable mais pas mythique du tout, avaient réellement réconcilié ces communautés, grâce à leur unanimité,. Le besoin de victimes sacrificielles permet à son tour d’expliquer la domestication des animaux comme résultat fortuit de l’acclimatation d’une réserve de victimes », ou l'agriculture.

### Écriture judéo-chrétienne

#### Texte biblique comme science de l’homme
Dans Des choses cachées depuis la fondation du monde (1978), René Girard aborde pour la première fois le christianisme et la Bible.
Les Évangiles se présentent apparemment comme n’importe quel récit mythique, avec une victime-dieu lynchée par une foule unanime, événement remémoré ensuite par les sectateurs de ce culte par le sacrifice rituel – symbolique celui-là – eucharistique. Le parallèle est parfait sauf sur un point : la victime est innocente. Le récit mythique est construit sur le mensonge de la culpabilité de la victime en tant qu'il est récit de l’événement vu dans la perspective des lyncheurs unanimes. C’est la « méconnaissance » indispensable à l’efficacité de la violence sacrificielle.
La « bonne nouvelle » évangélique affirme clairement l'innocence de la victime, devenant ainsi, en s'attaquant à la « méconnaissance », le germe de la destruction de l'ordre sacrificiel sur lequel repose l'équilibre des sociétés. Déjà l'Ancien Testament montre ce retournement des récits mythiques dans le sens de l'innocence des victimes (Abel, Joseph, Job, Suzanne…) et les Hébreux ont pris conscience de la singularité de leur tradition religieuse. Avec les Évangiles, c’est en toute clarté que sont dévoilées ces « choses cachées depuis la fondation du monde » (Matthieu 13, 35), la fondation de l'ordre du monde sur le meurtre, décrit dans toute sa cruauté et sa violence dans le récit de la Passion.
La révélation est d'autant plus claire que le texte entier est un savoir sur le désir et la violence, depuis la métaphore du serpent allumant le désir d’Ève au paradis jusqu’à la force prodigieuse du mimétisme qui entraîne le reniement de Pierre au moment de la Passion. René Girard explicite des expressions bibliques comme « scandale » qui signifie la rivalité mimétique, l’obstacle que constitue le rival, ou Satan qui symbolise le processus mimétique tout entier depuis la rivalité jusqu’à la résolution victimaire, fondatrice d’un nouvel ordre. Dans les Évangiles, le Dieu de violence a entièrement disparu. Personne n’échappe à sa responsabilité, l’envieux comme l’envié : « Malheur à celui par qui le scandale arrive ». Reprenant la formule de Simone Weil, René Girard écrit : « Avant d’être une théorie de Dieu, une théologie, les Évangiles sont une “théorie de l’homme”, une anthropologie. »

#### Question de la foi
René Girard est croyant depuis sa conversion au catholicisme intervenue à l’époque où il préparait son premier livre. Mais il a développé son œuvre de façon rigoureuse[réf. nécessaire] — « Aucun appel au surnaturel ne doit rompre le fil des analyses anthropologiques » — et a toujours affirmé que la théorie mimétique doit être jugée à l’aune de sa puissance explicative et de sa simplicité. Son œuvre peut être caractérisée comme une « anthropologie évangélique » dans la mesure où, pour lui, la théorie mimétique ressort telle quelle des textes bibliques et évangéliques qui « permettent de résoudre des énigmes que la pensée moderne n'a jamais résolues, au premier chef celle du religieux archaïque qui ne fait qu'un avec l'énigme du fondement social ».
Paul Valadier dans la revue Etudes exprime sa réticence à l'égard de cette théorie qui assimilerait à ses yeux la foi à une évidence scientifique, dans un commentaire de Celui par qui le scandale arrive : « Au reproche fait jadis d’avoir affaire à une gnose nouvelle manière (le salut viendrait de la connaissance du mécanisme victimaire) ou à du pélagianisme, Girard oppose maintenant que l’entrée dans l’intelligence de sa théorie suppose une conversion (p. 99), et même une grâce. Mais comment concilier cette rectification avec l’affirmation maintenue que la théorie est scientifique et relève – ou relèvera bientôt – de l’évidence? On voit mal comment la foi pourrait échapper au registre de la libre adhésion, qui est tout autre que la découverte d’un mécanisme victimaire, même s’il faut, en effet, quelque courage pour admettre que ce mécanisme concerne chacun d’entre nous. »

#### À propos de la folie chez Nietzsche
Pour Girard, Nietzsche compte parmi ceux qui ont le mieux compris ce qui se joue dans la révélation chrétienne et son pouvoir de subversion de l'ordre sacrificiel que Nietzsche rêve de voir renaître au prix d'une extrême tension. Il voit dans la violence de ce refus une source de la folie dans laquelle il sombrera.

« Entre Dionysos et Jésus, il n'y a « pas de différence quant au martyr », autrement dit les récits de la Passion racontent le même type de drame que les mythes, c'est le « sens » qui est différent. Tandis que Dionysos approuve le lynchage de la victime unique, Jésus et les Évangiles le désapprouvent. Les mythes reposent sur une persécution unanime. Le judaïsme et le christianisme détruisent cette unanimité pour défendre les victimes injustement condamnées, pour condamner les bourreaux injustement légitimés. Cette constatation simple mais fondamentale, si incroyable que cela paraisse, personne ne l'avait faite avant Nietzsche, pas un chrétien ne l'avait faite ! Sur ce point précis, par conséquent, il faut rendre à Nietzsche l'hommage qu'il mérite. Au-delà de ce point hélas, il ne fait que délirer. (…) »

#### Achever Clausewitz: René Girard, penseur de l'apocalypse
En 2007, René Girard inaugure une nouvelle étape de ses recherches et de sa pensée avec Achever Clausewitz. Dans ce livre d’entretiens avec Benoît Chantre, il analyse l’histoire contemporaine et ses conflits à l’aune du traité De la guerre de Carl von Clausewitz, resté connu pour la formule : « La guerre est la continuation de la politique par d’autres moyens. » En effet, le stratège prussien parle volontiers de « duel », d’« action réciproque » ou de « montée aux extrêmes ». Pour René Girard, c’est le signe que Clausewitz a compris mieux qu’aucun de ses contemporains ce qui s’était joué avec les guerres napoléoniennes : la rivalité mimétique entre la France et l’Allemagne nourrit une montée aux extrêmes de la violence qui aboutira à une vision de la guerre comme anéantissement de l’adversaire, destruction de l’autre, perçu comme le différent et qui est pourtant l’identique, le gémellaire, contre lequel lutter par une « guerre absolue », un duel qui semble la continuation, avec les moyens de la guerre moderne et à une plus vaste échelle, du sacrifice originel du frère jumeau. Contre la lecture rationaliste de Raymond Aron, qui ne voit qu’un concept dans la « guerre absolue » et qui pose la politique comme moyen de résolution des conflits, René Girard achève Clausewitz en ce sens qu’il pousse la logique du traité De la guerre jusqu’à son terme : du début du XIXe siècle jusqu’au début du XXIe siècle, de la bataille d'Iéna aux attentats du 11 septembre 2001, l’histoire s’est accélérée et la violence a engendré toujours plus de violence. Achever Clausewitz affirme que « l’apocalypse est une menace réelle aujourd’hui, et au niveau de la planète » : parce que l’humanité d'aujourd’hui a les moyens techniques et technologiques de détruire toute vie sur la planète, tant la violence s’est intensifiée. Pour René Girard toutefois, il s’agit aussi de comprendre l'« apocalypse » dans son sens étymologique et évangélique de « révélation ». L’apocalypse est ce qui révèle aux hommes leur propre violence sans limites. En s’appuyant sur la tradition prophétique, le penseur de la théorie mimétique affirme que la Bible et les prophètes nous montrent déjà que le Messie, par son sacrifice, est celui qui révèle l’innocence des boucs émissaires et la violence à l'origine de toute société humaine. Mais le message chrétien n’aurait pas été compris par la modernité, moment où la violence se déchaîne puisque nul mythe ni sacrifice ne peuvent plus la contenir. Et René Girard d’en appeler à l'eschatologie à l’horizon de laquelle se profilent, soit le choix d’une apocalypse destructrice, soit « l'avènement du Royaume. »
À la suite du centenaire de la naissance de René Girard, le socio-économiste Bernard Perret est revenu sur la pensée complexe et l’héritage contrasté de l’anthropologue catholique, qui considérait le sacré et la culture comme des créations visant à conjurer la propension humaine à la violence.« Selon René Girard, l’humanité devra bientôt choisir entre l’autodestruction et une conversion à la non-violence radicale ».

## Sources de sa pensée et proximité avec d'autres théories
Si la théorie du désir mimétique présente une originalité incontestable, il est néanmoins possible de repérer, dans l'histoire de la pensée économique et philosophique, des auteurs dont René Girard s'est inspiré ou qui présentent des traits communs de réflexion avec sa pensée.
Tout d'abord, la théorie de la consommation ostentatoire développée par Thorstein Veblen est citée par René Girard dans Mensonge romantique et vérité romanesque en ce qu'elle montre que la quête effrénée pour les objets de luxe exprime la rivalité entre voisins, membres d'une même catégorie sociale. Plus l'autre est ressenti comme semblable à soi, plus le besoin de se distinguer au moyen d'un objet de luxe est forte. La caractéristique essentielle de la rivalité tel qu'analysée par Thorstein Veblen est qu'il ne s'agit pas d'une rivalité chevaleresque ou héroïque entre deux personnes qui se surpasseraient et seraient dans une sorte de dépassement mutuel. Il s'agit d'une forme de rivalité moderne, mesquine et caractérisée par la jalousie, celle de deux voisins, de deux copains qui par leur proximité dans leur mode de vie ne peuvent que désirer réciproquement ce que l'autre arrive à posséder.
En outre, sa théorie de la rivalité mimétique par laquelle les hommes deviennent des dieux les uns pour les autres et la ressemblance à une sorte de guerre de tous contre tous rappelle le Léviathan de Thomas Hobbes. En effet, l'égalité fondamentale entre les hommes qui empêche une domination de s'exercer entraîne une guerre de tous contre tous. Face à cette égalité qui tue, le contrat invente la différence qui sauve, explique Thomas Hobbes. Il y a là une inspiration commune avec René Girard, pour qui la ressemblance et la comparaison permanente des uns avec les autres (rendues possibles par l'absence de toute différence assez puissante pour les tenir à distance les uns des autres) est le moteur des rivalités entre individus.
Cette théorie de la rivalité mimétique fait également échos à certaines analyses que fait Jean-Jacques Rousseau dans Discours sur l'origine et les fondements de l'inégalité parmi les hommes. En se comparant les uns aux autres, les hommes sortent de leur solitude et deviennent rivaux. La comparaison devient le moteur dangereux de la violence en ce qu'elle met en lumière des inégalités entre les individus qui jusque-là vivaient en autarcie sans se soucier des autres.
De façon générale, la pensée de René Girard s'apparente aux pensées pour lesquelles le conflit entre individus est au fondement de la réalité sociale qui le médiatise et le transforme sans jamais l'abolir. La complémentarité est une source de conflit et non ce qui peut aboutir à une coopération.
Marcel Mauss dans son Essai sur le don analyse comment les sociétés rivalisent entre elles par le biais de l'échange. Il s'agit de montrer à l'autre sa richesse et sa puissance en lui offrant des biens. L'échange prend fin lorsque l'une des deux tribus n'est plus capable de rivaliser et de rendre le don qui lui a été fait. Ce type de rivalité qui s'exprime par un cycle de dons et contre-dons est proche de celle présentée par René Girard en ce que c'est le prestige pur qui est recherché et non l'enrichissement matériel. La surabondance matérielle vise en réalité un but spirituel qui est la reconnaissance par l'autre de sa supériorité. 
La lutte pour la reconnaissance de soi analysée par Alexandre Kojève dans son ouvrage Introduction à la lecture de Hegel présente des similitudes frappantes avec la théorie du désir mimétique. Kojève distingue effectivement le désir animal, qui porte sur un objet qui est détruit ou transformé à l'occasion de la satisfaction de ce désir (par exemple le fait de manger une pomme), du désir proprement humain, qui est désir d'être désiré, c'est-à-dire reconnu par l'autre.
Des points communs peuvent être également trouvés entre son anthropologie mimétique et les Lois de l'imitation pensées par Gabriel Tarde.

### Développements
René Girard n’a cessé dans ses livres suivants de revenir sur ses analyses pour les approfondir et les préciser.
Le Bouc émissaire (1982) analyse entre autres les textes de persécution du XIIIe siècle accusant les juifs d'infanticide, d'empoisonnement, etc., comme les mythes. Le caractère fallacieux des accusations est une évidence pour tous dans le cas de ces textes mais pourquoi pas dans celui des mythes ?
Quand ces choses commenceront (1994) est un entretien avec Michel Treguer où l’on trouve de nombreux éléments autobiographiques.
Dans Celui par qui le scandale arrive (2001), Girard revient, notamment, sur la délicate question du sacrifice qu'il avait cru pouvoir écarter dans l’interprétation de la Passion du Christ.

## Prolongements de sa pensée dans les sciences

### Sciences expérimentales
La théorie du désir mimétique de René Girard constitue un exemple rare d'une théorie en sciences humaines qui a devancé de nouvelles découvertes en sciences expérimentales de plusieurs décennies,,. Des chercheurs en psychologie clinique comme Andrew Meltzoff qui ont travaillé sur le rapport entre imitation et intention et des neurologues comme Vittorio Gallese, chercheur italien qui a découvert les neurones miroirs avec Giacomo Rizzolatti, ont commencé à s'intéresser à la théorie mimétique. Dans un article paru dans le volume « Mimesis and Science », Meltzoff a lui-même souligné cet accord. Gallese a affirmé que l'anthropologie de Girard constitue « un cadre de départ idéal pour favoriser une approche interdisciplinaire de l'étude de l'intersubjectivité humaine. »
Meltzoff a souligné la nouveauté féconde de l'approche de Girard qui voit également dans l'imitation une source potentielle de rivalité et de violence. De même Simon de Keukelaere a mis en exergue cet apport de la théorie mimétique qui « a d'énormes conséquences pour notre compréhension de l'homme. La mimèsis devient - du coup - fort paradoxale : elle peut être source d'empathie, de conformisme, mais aussi de rivalité. »
Le neuropsychiatre et psychologue Jean-Michel Oughourlian poursuit les travaux de René Girard autour de la théorie du désir mimétique. Dans Un mime nommé désir (Grasset 1982), Oughourlian utilise la théorie girardienne (rivalité mimétique, priorité du désir) pour étudier des phénomènes de psychopathologie comme l'obsession et l'hystérie. Pour sa part, le psychologue universitaire Bernard Gaillard a testé la pertinence, en complément d'autres approches cliniques de psychologie dynamique et de la psychanalyse, des apports de René Girard dans la théorisation de la psychologie de la personne et dans les pratiques psychologiques. Cette recherche est développée notamment dans l'ouvrage Adolescents qui dérangent, L'Harmattan, 2009,  (ISBN 978-2-296-08189-5)

### Sciences économiques
La théorie de la rivalité mimétique et de la violence qui fonde la société ont inspiré des auteurs comme Michel Aglietta et André Orléan pour qui la monnaie n'est pas seulement un instrument technique mais une institution qui permet de canaliser la violence de la société.

## Réception critique
René Girard est un auteur reconnu aux États-Unis, où ses théories sont enseignées et commentées, comme en Australie. De plus, son élection à l’Académie française en 2005 a contribué à faire connaître son « hypothèse mimétique ». Il n’échappe cependant pas aux analyses critiques. La plus sévère est celle que propose l’universitaire français anti-religieux René Pommier dans son ouvrage René Girard : un allumé qui se prend pour un phare (Kimé, 2010). Pommier analyse les différentes théories de Girard, à commencer par celle du désir mimétique, qui, selon lui, « est un postulat séduisant mais absurde », ou encore celle qui fait naître la violence de la contagion du désir. Fiction selon Pommier, qui voit dans les sentiments de peur ou de haine « des facteurs autrement plus probables ». Pour le rite du sacrifice, Pommier avance que Girard n’a pas compris les anthropologues. La lecture à laquelle il s'est livré de la mythologie grecque et de l’Ancien Testament n’est pas épargnée non plus; il ne s'agirait que d'un « délire interprétatif ». Enfin Pommier dénonce l’« autocélébration » qui caractériserait l'académicien. Dans un livre paru en 2023, René Girard, de l'ethnologie à la Bible et retour (Kimé), Alain Tornay examine le style herméneutique de Girard pour qui les Évangiles contiendraient la première formulation de sa propre théorie mimétique. Mais Girard ne peut retrouver dans l'Écriture ses concepts favoris qu'en tordant son sens, qu'en y injectant de manière massive ses a priori doctrinaux. Jésus aurait été le premier girardien, recourant parfois à un double langage. Quand il dit par exemple que Satan ne saurait expulser Satan (cf. Marc 3, 23), il suggérerait la proposition contradictoire : Satan expulse Satan, c'est-à-dire la violence expulse la violence, ce qui est censé être une expression approximative du mécanisme victimaire. Tout cela débouche sur une interprétation révolutionnaire du christianisme, notamment de la Passion et des souffrances de Jésus, comme en conviennent les disciples de Girard.
Le capital-risqueur Peter Thiel et l'homme politique J. D. Vance se réclament de la pensée de René Girard. Plus généralement, René Girard connaît dans les années 2020 un regain de popularité auprès du cercle des catholiques et entrepreneurs proches de Donald Trump.

## Œuvre

### Essais
- Mensonge romantique et Vérité romanesque, Paris, Grasset, 1961.  (ISBN 2-01-278977-3).
- Dostoïevski : du double à l’unité, Paris, Plon, 1963. (repris dans Critique dans un souterrain en 1976).
- La Violence et le Sacré, Paris, Grasset, 1972.  (ISBN 2-01-278897-1).
- Critique dans un souterrain, Lausanne, L'Âge D'Homme, 1976.  (ISBN 2-253-03298-0).
- Des choses cachées depuis la fondation du monde,  (ISBN 978-2253032441) (Recherches associant à l'auteur Jean-Michel Oughourlian et Guy Lefort), Paris, Le Livre de Poche, p. 640, 1983.
- Le Bouc émissaire, Paris, Grasset, 1982  (ISBN 2-253-03738-9).
- La Route antique des hommes pervers, Paris, Grasset, 1985  (ISBN 2-253-04591-8).
- Shakespeare : les feux de l'envie, Paris, Grasset, 1990.
- Je vois Satan tomber comme l'éclair, Paris, Grasset, 1999
- Celui par qui le scandale arrive, Paris, Desclée de Brouwer, 2001  (ISBN 2-220-05011-4) [comprend trois courts essais et un entretien avec Maria Stella Barberi].
- La Voix méconnue du réel, Paris, Grasset, 2002  (ISBN 2-253-13069-9).
- Le Sacrifice, Paris, Bibliothèque nationale de France, 2003  (ISBN 2-7177-2263-7).
- Dieu, une invention ?, Ivry-sur-Seine, éditions de L'Atelier, 2007, avec André Gounelle et Alain Houziaux,  (ISBN 2-7082-3922-8).
- De la violence à la divinité, Paris, Grasset, 2007  (ISBN 2-246-72111-3).
- La Conversion de l'art, 2008, Paris, Flammarion, 2008  (ISBN 978-2-35536-016-9) [est accompagné d'un DVD], réédition: Champs-Flammarion, 2010.
- Anorexie et désir mimétique, Paris, L'Herne, 2008  (ISBN 2-85197-863-2).
- Christianisme et modernité, avec Gianni Vattimo, Paris, Champs-Flammarion, 2009  (ISBN 978-2-0812-2281-6).
- Géométries du désir, Paris, L'Herne, 2011  (ISBN 978-2-85197-922-3).

### Publications universitaires
- (en) To Double Business Bound: Essays on Literature, Mimesis, and Anthropology, 1978. Johns Hopkins University Press.  (ISBN 0-8018-3655-7).
- (en) Violent Origins: Walter Burkert, René Girard, and Jonathan Z. Smith on Ritual Killing and Cultural Formation, 1987. Stanford University Press.  (ISBN 0-8047-1518-1).
  - traduit en français en 2011 : Sanglantes origines : entretiens avec Walter Burkert, Renato Rosaldo et Jonathan Z. Smith.  (ISBN 978-2-0812-4935-6).
- (en) Oedipus unbound : selected writings on rivalry and desire, 2004. Stanford University Press.  (ISBN 0-8047-4780-6).
- (en) Mimesis and theory : essays on literature and criticism, 1953-2005, sous la direction de Robert Doran, 2008. Stanford University Press.  (ISBN 0-8047-5580-9).

### Livres d'entretiens
- Quand ces choses commenceront…, Paris, Arléa, 1994. [entretiens avec Michel Treguer].
- Les origines de la culture, Paris, Desclée de Brouwer, 2004  (ISBN 2-220-05355-5) [entretiens avec Pierpaolo Antonello et João César de Castro Rocha, suivis d’une réponse à Régis Debray concernant les critiques émises par ce dernier dans Le feu sacré (2003)].
- Vérité ou foi faible : dialogue sur christianisme et relativisme, 2006. [Verità o fede debole : dialogo su cristianesimo e relativismo, avec Gianni Vattimo, a cura di P. Antonello, Transeuropa Edizioni, Massa].
- Achever Clausewitz : entretiens avec Benoît Chantre, Paris, Carnets Nord, 2007  (ISBN 2-35536-002-2), réédition: Paris, Grasset, 2022.
- Conversations with René Girard: Prophet of Envy, 2020  (ISBN 978-1350075160), ed. Cynthia L. Haven, Bloomsbury Academic (232 p.).

## Distinctions

### Prix
- Bourse Guggenheim (1960, 1967).
- Prix de la Modern Language Association (1965).
- Prix Broquette-Gonin (1973), pour La Violence et le Sacré.
- Prix Médicis essai (1990), pour Shakespeare : les feux de l'envie.
- Grand prix de littérature Henri-Gal (2004), pour l'ensemble de son œuvre littéraire.
- Prix Aujourd'hui (2004), pour Les Origines de la culture.
- Prix Leopold-Lucas (2006).

### Titres honorifiques
- Docteur honoris causa de l'université libre d'Amsterdam.
- Docteur honoris causa de l'université d'Anvers (1995)[57].
- Docteur honoris causa de l'université d'Innsbruck.
- Docteur honoris causa de l'université de Montréal.
- Docteur honoris causa de l'université de Padoue.
- Docteur honoris causa de la St. Mary’s University and Seminary (Baltimore).

## Décorations
- Chevalier de la Légion d'honneur
- Commandeur de l'ordre des Arts et des Lettres

## Films
- Documentaire "La violence et le sacré" de Pierre-André Boutang, Benoit Chantre et Annie Chevallay - DVD Editions du Montparnasse - 2006.
- Documentaire "René Girard, la vérité mimétique[58]" de Yves Bernanos - Crescendo Média Films en co-production avec KTO - 2021.